# ثقافة باشو

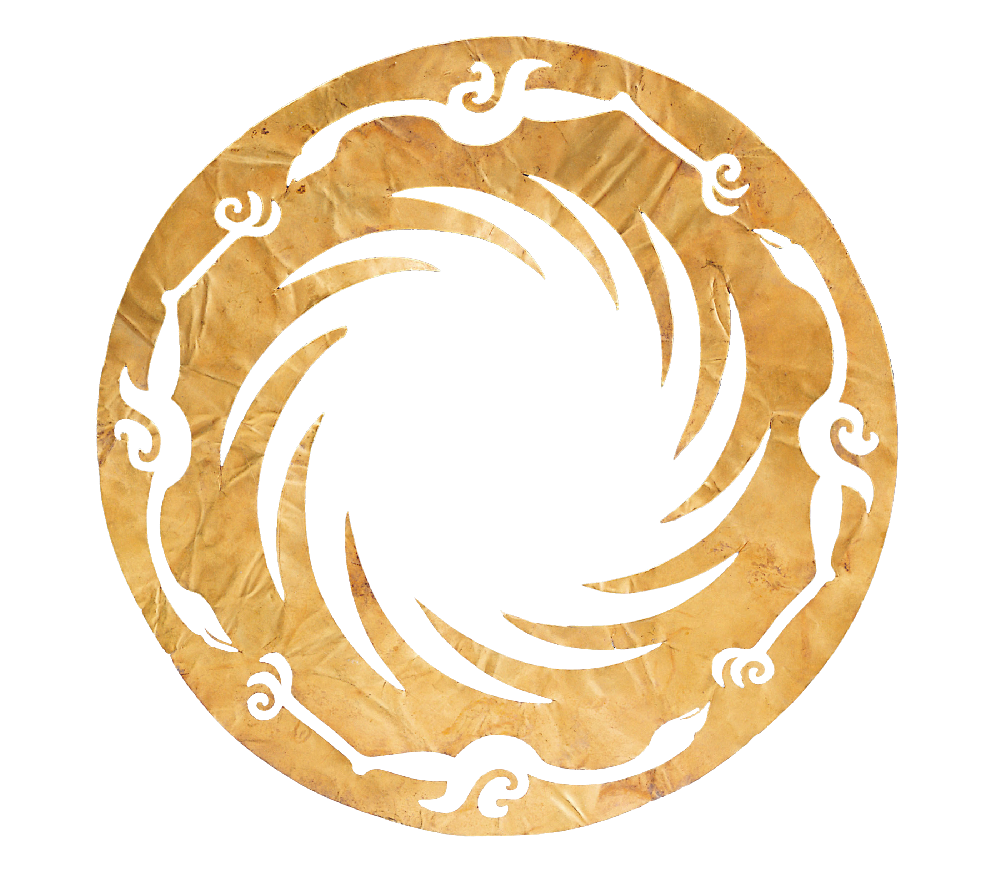
نموذج نمطي لـ«طائر الشمس الذهبي» اكتشف في موقع جينشا.

ثقافة باشو أو باشو يي (بالإنجليزية: Bashu culture)، (بالصينية: 巴蜀文化، بينيين: Bāshǔ wénhuà)، وتسمى أحيانًا ثقافة تشونغتشينغ سيتشوان (بالإنجليزية: Chongqing-Sichuan culture)، يُشير المُصطلح إلى ثقافة مقاطعة سيتشوان ومدينة تشونغتشينغ، الصين وما حولها من المناطق، بما في ذلك أجزاء من مقاطعة يونان وقويتشو المُجاورتان، وذلك مُنذ أن بدأت مجموعات الهان الصينية الفرعية في هاتين المقاطعتين التحدث بلغة الماندرين الصينية الجنوبية الغربية في الوقت الحاضر. ولهذه الثقافة تاريخ طويل يمتد لأكثر من 3000 عام، ويُزعم أنها واحدة من الحواضن التي مهدت لبزوغ فجر الحضارة الصينية الحديثة.

## معرض الصور

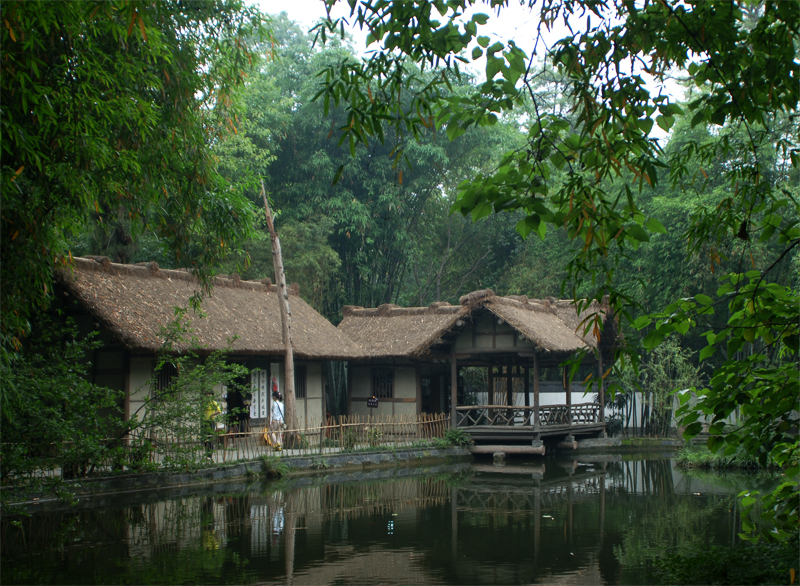
«دو فو» كوخ من القش.
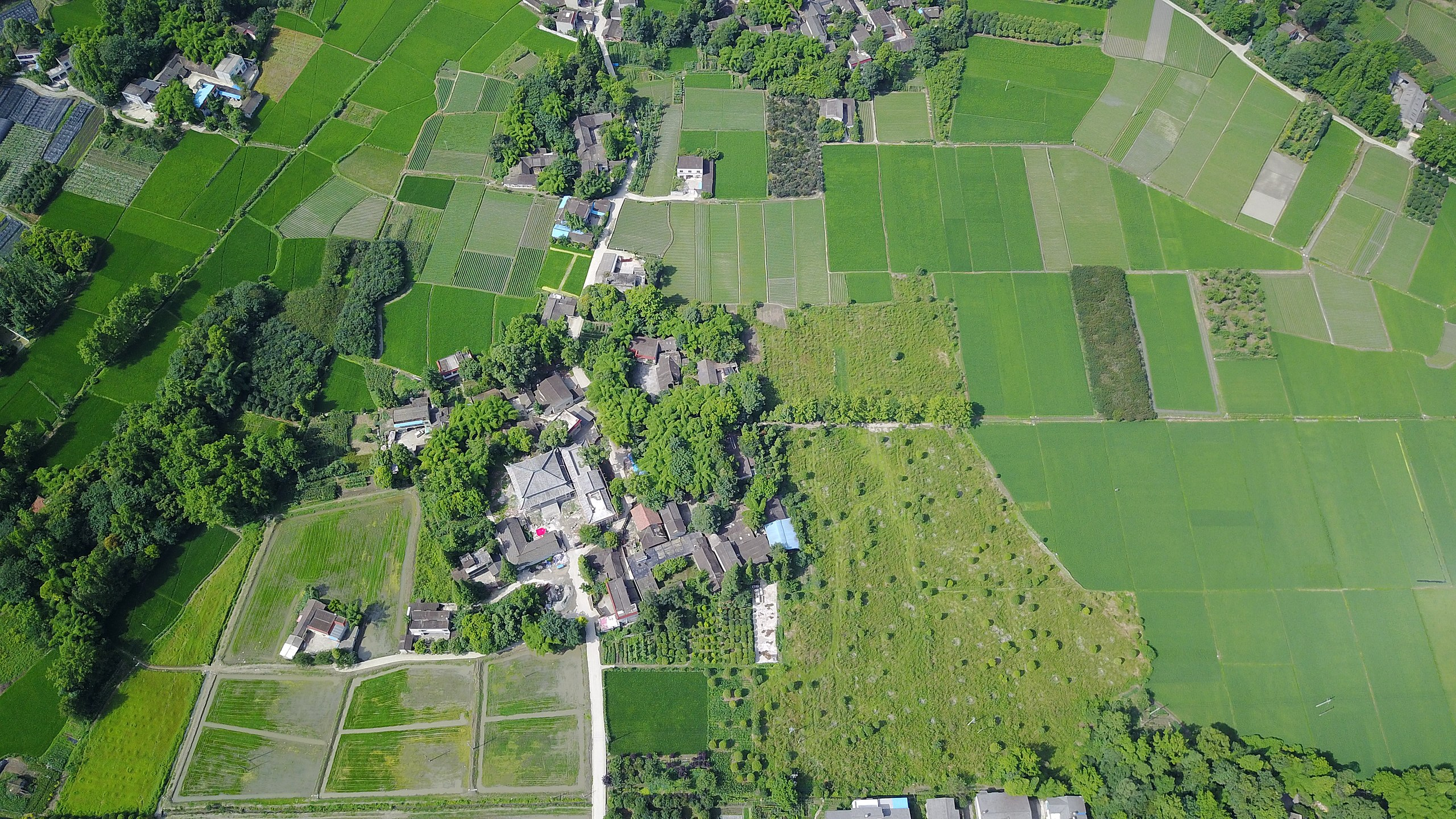
لينبان في سهل تشنغدو هو معلم معروف في سهل تشنغدو، سيتشوان.
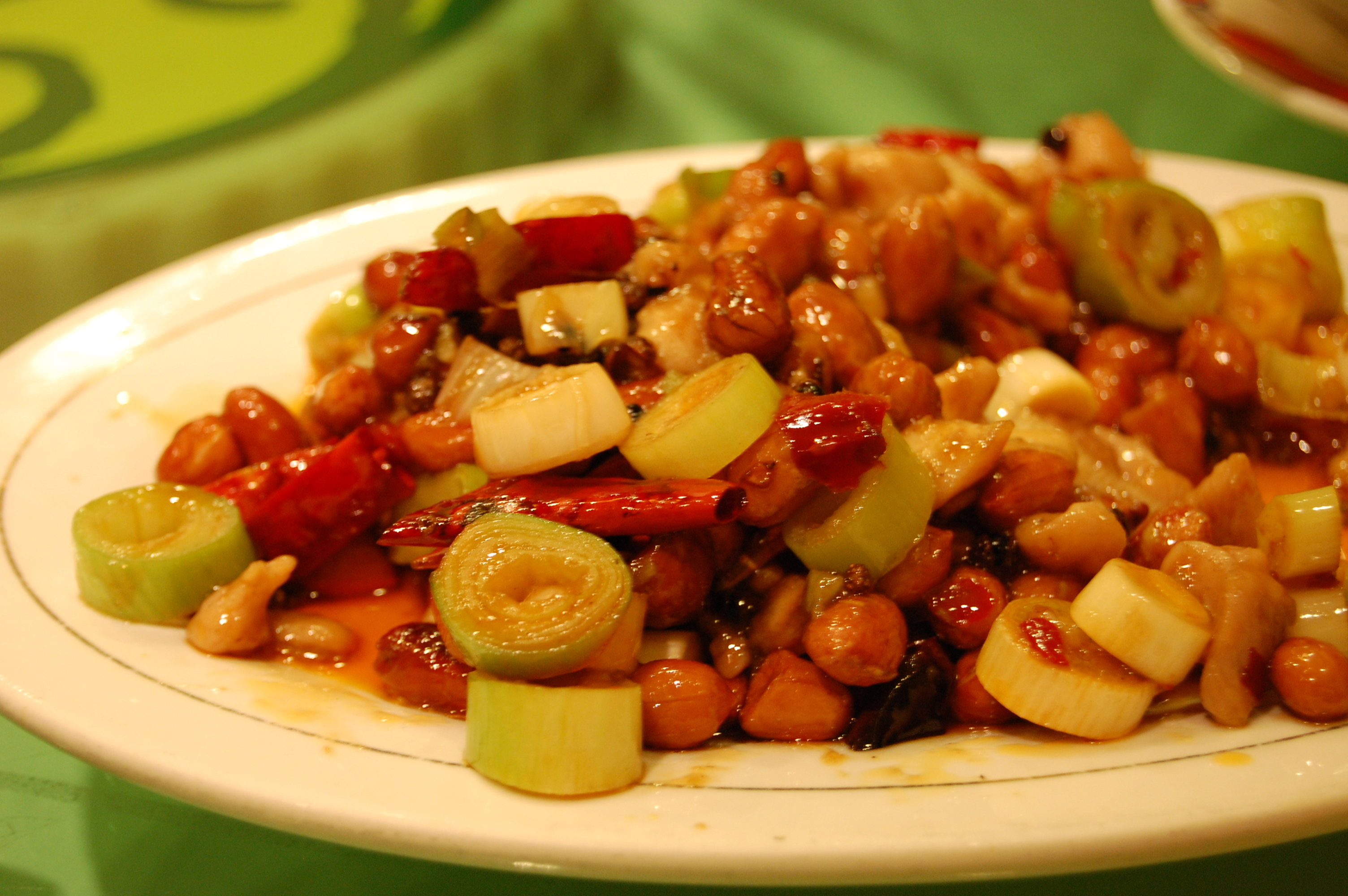
دجاج كونغ باو، أحد أشهر أطباق مطبخ سيتشوان.
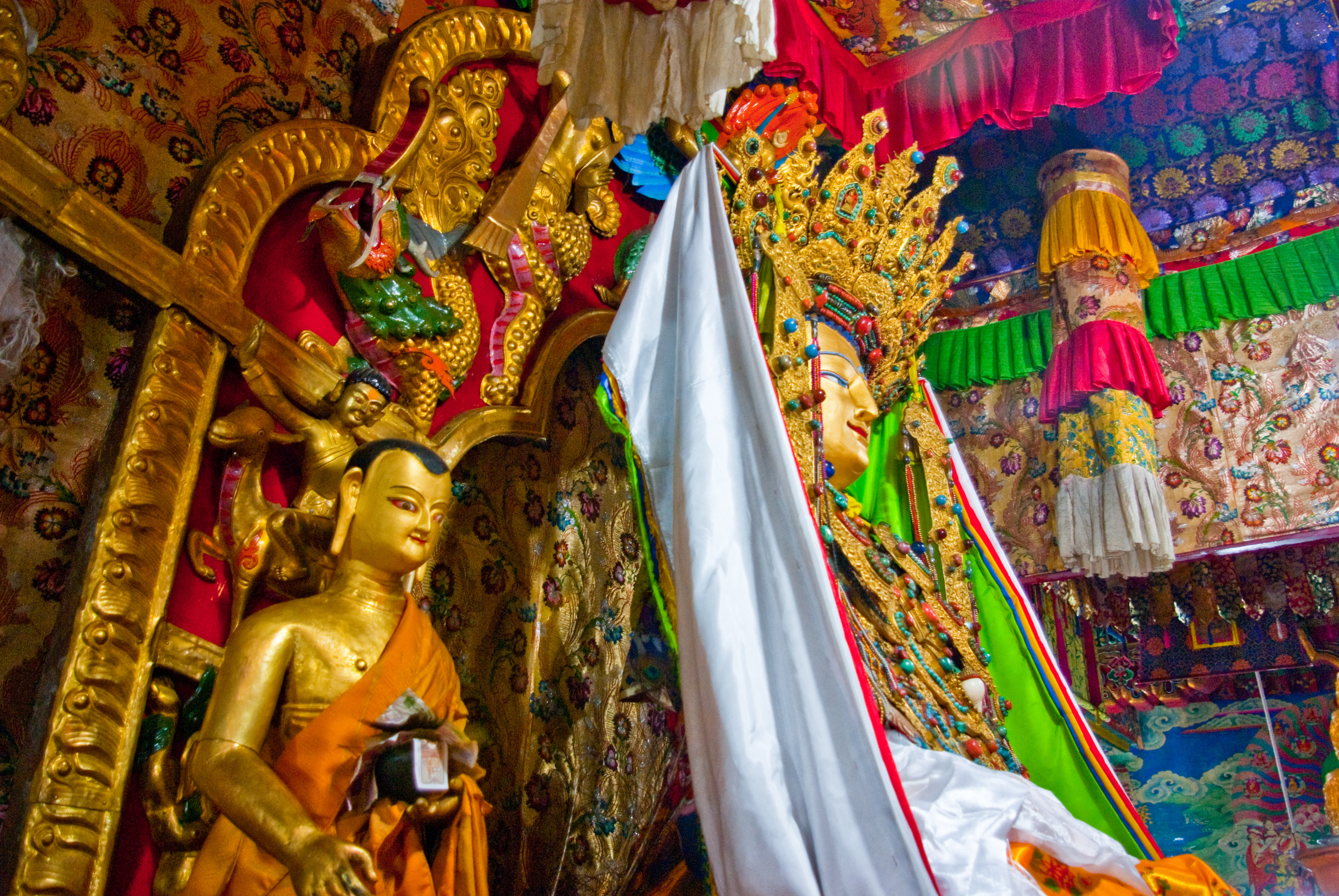
تماثيل بوذا في دير ليتانغ من التقليد التبتي.

## روابط خارجية
- The Center for Bashu Cultural Studies of Sichuan Normal University (English website) نسخة محفوظة 14 مايو 2023 على موقع واي باك مشين.